# Анна Тристер
«Анна Тристер» (фр. Anne Trister) — канадская мелодрама 1986 года режиссёра Леи Пул.

## Сюжет
Анна учится в художественной школе на скульптора. Она очень талантлива, но эмоционально весьма ранима. Смерть отца сильно на неё влияет. Она оставляет школу и улетает из Швейцарии в Квебек, где родилась. В Квебеке она останавливается у своей старой подруги Луизы. Пытаясь найти себя, Анна принимается за создание интерьера заброшенного здания. Работа поглощает её. Внутри помещения она создает удивительный мир, преображая пространства за счёт зрительных иллюзий. Луиза, работающая психологом, пытается поддержать её. Впечатлительная Анна влюбляется в подругу, но та не в силах ответить на её чувства. Потерянная, Анна падает с рабочего настила и оказывается в больнице. За время её отсутствия здание, где она работала, разрушают. Оставшись ни с чем, она вынуждена найти саму себя, чтобы обрести уверенность в жизни.

## В ролях
| В ролях     |  | Персонаж |
| ----------- |  | -------- |
| Албан Гилье |  | Анна     |
| Луиза Марло |  | Аликс    |
| Люси Лурье  |  | Сара     |
| Гай Тове    |  | Томас    |
| Хью Кестер  |  | Пьер     |

## Награды
Фильм получил следующие награды:
| Награды            | Награды | Награды | Награды                                               | Награды                                         |
| ------------------ | ------- | ------- | ----------------------------------------------------- | ----------------------------------------------- |
| Фестиваль / Премия | Год     | Награда | Категория                                             | Победитель                                      |
| Genie Awards       | 1987    | Genie   | Best Achievement in Cinematography Best Original Song | Пьер Гилл Danielle Messia («De la main gauche») |